# 銀腹魮
銀腹魮（学名：Barbus choloensis）為輻鰭魚綱鯉形目鯉科的其中一個種。被IUCN列為次級保育類動物，分布於非洲雪利河及三比西河下游流域，體長可達17.5公分，喜棲息在多岩的河流。

## 扩展阅读
維基物種上的相關：銀腹魮